# Lekkoatletyka na Letnich Igrzyskach Olimpijskich 2008 – bieg na 5000 m mężczyzn
Bieg na 5000m mężczyzn podczas XXIX Letnich Igrzysk Olimpijskich w Pekinie rozegrano w dniach 20-23 sierpnia na Stadionie Narodowym w Pekinie. Zwycięzcą konkursu został Etiopczyk, Kenenisa Bekele z czasem dwunastu minut, pięćdziesięciu siedmiu sekund i osiemdziesięciu dwóch setnych. Był to nowy rekord olimpijski.

## Rekordy
|                   | zawodnik        | narodowść | czas     | data             | miejsce     |
| ----------------- | --------------- | --------- | -------- | ---------------- | ----------- |
| rekord świata     | Kenenisa Bekele | Etiopia   | 12:37.35 | 21 maja 2004     | Hengelo     |
| rekord olimpijski | Saïd Aouita     | Maroko    | 13:05.59 | 11 sierpnia 1984 | Los Angeles |

## Wyniki
| Poz. – pozycja |
| WR – rekord świata \| NR – rekord krajowy \| PB – rekord życiowy \| =PB – wyrównany rekord życiowy \| SB – najlepszy wynik w sezonie \| =SB – wyrównany najlepszy wynik w sezonie \| OR – rekord olimpijski |
| Fn – falstart |
| * wyniki podawane w minutach |

### Pierwsza runda
Pierwsza runda odbyła się 20 sierpnia o godzinie 20:15. W trzech biegach wystartowało 43 zawodników. Do finału awansowało czterech najlepszych zawodników z każdego biegu oraz trzech zawodników z najlepszymi czasami.
Bieg 1
| Poz. | Zawodnik             | Narodowość        | Wynik    | Uwagi |
| ---- | -------------------- | ----------------- | -------- | ----- |
| 1    | Matthew Tagenkamp    | Stany Zjednoczone | 13:37.36 | Q     |
| 2    | Eliud Kipchoge       | Kenia             | 13:37.50 | Q     |
| 3    | Tariku Bekele        | Etiopia           | 13:37.63 | Q     |
| 4    | Kidane Tadesse       | Erytrea           | 13:37.72 | Q     |
| 5    | Alemayehu Bezabeh    | Hiszpania         | 13:37.88 | q     |
| 6    | Alistair Ian Cragg   | Irlandia          | 13:38.57 | q     |
| 7    | Juan Luis Barrios    | Meksyk            | 13:42.39 | q     |
| 8    | Anis Selmouni        | Maroko            | 13:43.70 |       |
| 9    | Aadam Ismaeel Khamis | Bahrajn           | 13:44.76 |       |
| 10   | Collis Birmingham    | Australia         | 13:44.90 |       |
| 11   | Geofrey Kusuro       | Uganda            | 13:50.50 |       |
| 12   | Sultan Khamis Zaman  | Katar             | 13:53.38 |       |
| 13   | Takayuki Matsumiya   | Japonia           | 14:20.24 |       |
| 14   | Soe Min Thu          | Birma             | 15:50.56 |       |

Międzyczasy
| Międzyczas | Zawodnik             | Narodowość | Wynik    |
| ---------- | -------------------- | ---------- | -------- |
| 1000m      | Alistair Ian Cragg   | Irlandia   | 2:45.60  |
| 2000m      | Alistair Ian Cragg   | Irlandia   | 5:31.53  |
| 3000m      | Aadam Ismaeel Khamis | Bahrajn    | 8:19.28  |
| 4000m      | Eliud Kipchoge       | Kenia      | 11:08.43 |

Bieg 2
| Poz. | Zawodnik               | Narodowość        | Wynik    | Uwagi |
| ---- | ---------------------- | ----------------- | -------- | ----- |
| 1    | Edwin Soi              | Kenia             | 13:46.41 | Q     |
| 2    | Moses Kipsiro          | Uganda            | 13:46.58 | Q     |
| 3    | Abreham Cherkos Feleke | Etiopia           | 13:47.60 | Q     |
| 4    | Jesús España           | Hiszpania         | 13:48.88 | Q     |
| 5    | Ali Abdalla            | Erytrea           | 13:49.68 |       |
| 6    | Mohamed Farah          | Wielka Brytania   | 13:50.95 |       |
| 7    | Adrian Blincoe         | Nowa Zelandia     | 13:55.27 |       |
| 8    | Mourad Marofit         | Maroko            | 14:00.76 |       |
| 9    | Ian Dobson             | Stany Zjednoczone | 14:05.47 |       |
| 10   | Tonny Wamulwa          | Zambia            | 14:06.96 |       |
| 11   | Kevin Sullivan         | Kanada            | 14:09.16 |       |
| 12   | Ali Saïdi-Sief         | Algieria          | 14:15.00 |       |
| 13   | Nader Almassri         | Palestyna         | 14:41.10 |       |
|      | Rashid Ramzi           | Bahrajn           | DNS      |       |

Międzyczasy
| Międzyczas | Zawodnik      | Narodowość      | Wynik    |
| ---------- | ------------- | --------------- | -------- |
| 1000m      | Moses Kipsiro | Uganda          | 2:57.63  |
| 2000m      | Mohamed Farah | Wielka Brytania | 5:53.17  |
| 3000m      | Mohamed Farah | Wielka Brytania | 8:40.02  |
| 4000m      | Moses Kipsiro | Uganda          | 11:18.99 |

Bieg 3
| Poz. | Zawodnik                    | Narodowość        | Wynik    | Uwagi                     |
| ---- | --------------------------- | ----------------- | -------- | ------------------------- |
| 1    | Bernard Lagat               | Stany Zjednoczone | 13:39.70 | Q                         |
| 2    | James Kwalia                | Katar             | 13:39.96 | Q                         |
| 3    | Kenenisa Bekele             | Etiopia           | 13:40.13 | Q                         |
| 4    | Thomas Pkemei Longosiwa     | Kenia             | 13:41.30 | Q                         |
| 5    | Craig Mottram               | Australia         | 13:44.39 |                           |
| 6    | Moukheld Al-Outaibi         | Arabia Saudyjska  | 13:47.00 |                           |
| 7    | Kensuke Takezawa            | Japonia           | 13:49.42 | Najlepszy wynik w sezonie |
| 8    | Monder Rizki                | Belgia            | 13:54.41 |                           |
| 9    | Alberto García              | Hiszpania         | 13:58.20 |                           |
| 10   | Philippe Bandi              | Szwajcaria        | 13:59.68 |                           |
| 11   | Abdelaziz Ennaji El Idrissi | Maroko            | 14:05.30 |                           |
| 12   | Abdinasir Saim Ibrachim     | Somalia           | 14:21.58 |                           |
|      | Selim Bayrak                | Turcja            | DNS      |                           |
|      | Hasan Mahboob               | Bahrajn           | DNS      |                           |
|      | David Galván                | Meksyk            | DNS      |                           |

Międzyczasy
| Międzyczas | Zawodnik                | Narodowość        | Wynik    |
| ---------- | ----------------------- | ----------------- | -------- |
| 1000m      | Philippe Bandi          | Szwajcaria        | 2:44.41  |
| 2000m      | Philippe Bandi          | Szwajcaria        | 5:31.41  |
| 3000m      | Thomas Pkemei Longosiwa | Kenia             | 8:24.09  |
| 4000m      | Bernard Lagat           | Stany Zjednoczone | 11:15.19 |

### Finał
Finał odbył się 23 sierpnia o godz. 20:10 czasu miejscowego. Zwycięzcą został, ustanawiając nowy rekord olimpijski, Etiopczyk Kenenisa Bekele.

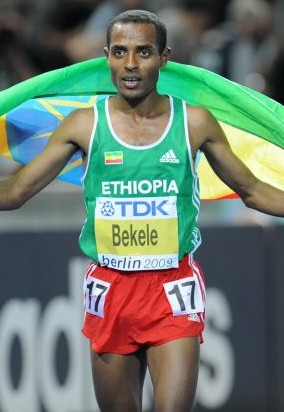
Kenenisa Bekele

| Poz. | Zawodnik                | Narodowość        | Wynik    | Uwagi                     |
| ---- | ----------------------- | ----------------- | -------- | ------------------------- |
| 1    | Kenenisa Bekele         | Etiopia           | 12:57.82 | Rekord olimpijski         |
| 2    | Eliud Kipchoge          | Kenia             | 13:02.80 |                           |
| 3    | Edwin Soi               | Kenia             | 13:06.22 | Najlepszy wynik w sezonie |
| 4    | Moses Kipsiro           | Uganda            | 13:10.56 |                           |
| 5    | Abreham Cherkos Feleke  | Etiopia           | 13:16.46 |                           |
| 6    | Tariku Bekele           | Etiopia           | 13:19.06 |                           |
| 7    | Juan Luis Barrios       | Meksyk            | 13:19.79 | Najlepszy wynik w sezonie |
| 8    | James Kwalia            | Katar             | 13:23.48 |                           |
| 9    | Bernard Lagat           | Stany Zjednoczone | 13:26.89 |                           |
| 10   | Kidane Tadesse          | Erytrea           | 13:28.40 |                           |
| 11   | Alemayehu Bezabeh       | Hiszpania         | 13:30.48 |                           |
| 12   | Thomas Pkemei Longosiwa | Kenia             | 13:31.34 |                           |
| 13   | Matthew Tagenkamp       | Stany Zjednoczone | 13:33.13 |                           |
| 14   | Jesús España            | Hiszpania         | 13:55.94 |                           |
|      | Alistair Cragg          | Irlandia          | DNF      |                           |

Międzyczasy
| Międzyczas | Zawodnik        | Narodowość | Wynik    |
| ---------- | --------------- | ---------- | -------- |
| 1000m      | Tariku Bekele   | Etiopia    | 2:45.49  |
| 2000m      | Tariku Bekele   | Etiopia    | 5:22.29  |
| 3000m      | Kenenisa Bekele | Etiopia    | 8:00.85  |
| 4000m      | Kenenisa Bekele | Etiopia    | 10:32.52 |